# Millie Walky
Millie Walky – singel polskiej raperki bambi, który został wydany 16 maja 2023 za pomocą wytwórni BE Records za pośrednictwem Universal Music Polska.
Nagranie otrzymało w Polsce status diamentowej płyty 31 grudnia 2024.

## Nagrywanie
Utwór został wyprodukowany przez Charlie Monclera, a zrealizowany przez Propza i Szymona C. Za mix/mastering utworu odpowiada DJ Johny, natomiast jego tekst został napisany przez Michalinę Włodarczyk.

## Twórcy
Opracowane na podstawie opisu oficjalnego teledysku, Genius oraz Spotify.
- bambi – wokal, tekst
- Charlie Moncler – produkcja, kompozycja
- Propz – realizacja
- Szymon C – realizacja
- DJ Johny – mix, mastering

## Teledysk
Do utworu powstał teledysk, który udostępniono 17 maja 2023 za pośrednictwem serwisu YouTube.

## Certyfikat i sprzedaż
| Państwo       | Certyfikat       | Sprzedaż | Data przyznania |
| ------------- | ---------------- | -------- | --------------- |
| Polska (ZPAV) | diamentowa płyta | 250 000+ | 31 grudnia 2024 |

## Notowania na listach
- OLiS: 10[7]
- Spotify: 9[8]